# Petru Ciubotaru
Petru Ciubotaru (n. 11 iunie 1939, Ciurea, Iași, România – d. 14 noiembrie 2019) a fost un actor român, societar al Teatrului Național „Vasile Alecsandri” din Iași. 
Actor din anul 1964 la Teatrul Național „Vasile Alecsandri” din Iași. 

## Biografie
Petru Ciubotaru s-a născut în anul 1939, în comuna Ciurea (jud. Iași). A absolvit, în 1963, Institutul de Artă Teatrală și Cinematografică „I.L. Caragiale” din București, la clasa profesorilor Alexandru Finți și George Rafael.

### Carieră
A fost actor, mai întâi, între 1963 și 1964, la Teatrul Tineretului din Piatra Neamț. Din 1964 a fost actor la Teatrul Național „Vasile Alecsandri” Iași, în perioada 1993-1997 director adjunct al teatrului.

## Distincții
- 1971: Premiul de interpretare la Decada dramaturgiei originale cu rolul Nik din "Duet" de Andi Andrieș
- 1987: Premiul de interpretare pentru Iacoppo din "Săptămâna patimilor" de Paul Anghel
- 1992: Premiul de interpretare la Festivalul de Teatru de la Bacău pentru "După melci" de Ion Barbu
- 2002: Ordinul național pentru merit în gradul de Cavaler
- 2014: Premiul UNITER pentru întreaga activitate
- 2018: Nominalizare pentru Cel mai bun actor într-un rol secundar, în cadrul Premiilor Gopo 2017

## Teatrografie
- Jeff - Jocul de-a vacanța de Mihail Sebastian, regia George Rafael, 1964
- Dusty - Vară și fum de Tennessee Williams, regia Crin Teodorescu, 1965
- Caporalul - Boben, Pălăria florentină de Eugene Labiche, regia Ștefan Dăncinescu, Ion Lascăr, 1965
- Bidu - Anton Pann de Lucian Blaga, regia Sorana Coroamă-Stanca, 1965
- Tânăul francez, Richard - Becket de Jean Anouilh, regia Sorana Coroamă-Stanca, 1966
- Gică - Sfântul Mitică Blajinul de Aurel Baranga, regia Constantin Dinulescu, 1966
- Daniel - Istorie nocturnă de Sean O’Casey, regia Saul Taișler, 1966
- Prologul - Mătrăguna de Niccolo Macchiavelli, regia Ion Lascăr, 1966
- Ioniță tânăr - Căruța cu paiațe de Mircea Ștefănescu, regia Nicolae Alexandru Toscani, 1966
- Flăcăul - Pantofiorul de aur de Emil Lițu, regia Radu Miron, 1967
- Chirica - Stan Pățitul de Ion Creangă, regia Gheorghe Jora, 1967
- George - Constelația ursului de Ștefan Oprea, regia Eugen Traian Bordușanu, 1968
- Cosmo - Viața lui Galilei de Bertold Brecht, regia Fritz Bennewitz, 1968
- Nică - Săgetătorul de Ion Omescu, regia Sorana Coroamă-Stanca, 1968
- Luftig - Lumpacius Vagabondus de Johann Nepomuk Nestroy, regia Virgil Raiciu, Mauriciu Sekler, 1969
- Ofițer - Războiul vesel de Carlo Goldoni, regia Anca Ovanez - Doroșenco, 1969
- Ionică - Catiheții de la Humulești de I.I. Mironescu, regia Dan Alexandrescu, 1970
- Nic - Flăcăul - Duet de Andi Andrieș, regia Victor Tudor Popa - 1971
- Beralde - Dl. Purgon - Bolnavul închipuit de Molière, regia Cătălina Buzoianu, 1971
- Sfetnicul - Fata din dafin de Dan Tărchilă, regia George Macovei, 1972
- Poetul - Un bonjurist, Iașii în carnaval de Vasile Alecsandri, regia Cătălina Buzoianu, 1972
- Centurio - La Celestina de Fernando de Rojas, regia Cătălina Buzoianu, 1972
- Luchian - Povestea Unirii de Tudor Șoimaru, regia Dan Nasta, 1973
- Dumitraș - Opinia publică de Aurel Baranga, regia Crin Teodorescu, 1973
- Nicoară, Cioplitorul, Prologul - Petru Rareș de Horia Lovinescu, regia Sorana Coroamă Stanca, 1973
- Autolycus - Poveste de iarnă de William Shakespeare, regia Cătălina Buzoianu, 1974
- Sfetnicul - Domnița Lacrimă Furată de Dan Tărchilă, regia George Macovei, 1974
- Pepelea - Arvinte și Pepelea de Vasile Alecsandri, regia Virgil Raiciu, 1974
- Șoferul - Într-o singură seară de Iosif Neghiu, regia Cătălina Buzoianu, 1974
- Gheorghe - Noaptea de Mircea Radu Iacoban, regia Sorana Coroamă, 1975
- Vasca - Vânătoarea regală a soarelui de Peter Schaffer, regia Letiția Popa, 1975
- Covielle - Burghezul gentilom de Molière, regia Virgil Tănase –1975
- Ionescu - O scrisoare pierdută de I. L. Caragiale, regia Anca Ovanez-Doroșenco, 1975
- Ciprian - Ivona, principesa Burgundiei de Witold Gombrowicz, regia Brandy Barasch, 1976
- Choran - Căderea păsării de seară de Ștefan Oprea, regia Cristian Hadji-Culea, 1976
- Dirlic - Dănilă Prepeleac de Constantin Paiu (după Ion Creangă), regia George Macovei, 1976
- Locotenentul - Quod de Nelu Ionescu, regia Călin Florian, 1977
- Tolea Jarikov - Prima de Alexandr Ghelman, regia Brandy Barasch, 1977
- Iorgu - Iorgu de la Sadagura de Vasile Alecsandri, regia Virgil Raiciu, 1977
- Sache Dumitrescu - Jocul ielelor de Camil Petrescu, regia Tudor Florian, 1977
- Chelnerul - A fi sau a nu fi ... rudă de Emil Braghinski și Eldar Reazanov, regia Călin Florian - 1978
- Iordache - Acești nebuni fățarnici de Teodor Mazilu, regia Cristian Hadji-Culea, 1978
- Sandu - Goana de Paul Ioachim, regia Viorel Branea, 1978
- Candidatul II, Grenadierul - Căpitanul din Kopenick de Carl Zuckmayer, regia Cristian Hadji-Culea, 1979
- Crainicul, Corul, Antigona de Sofocle, regia Tudor Florian, 1979
- Lică - Cuibul de Tudor Popescu, regia Mihai Lungianu, 1979
- Jackie - Pădurea împietrită de Robert Emmet Sherwood, regia Călin Florian, 1979
- Andu, Cum s-a făcut de-a rămas Catinca fată bătrână de Nelu Ionescu, regia Eugen Todoran, 1979
- Mișa - Copiii soarelui de Maxim Gorki, regia Sorina Mirea, 1980
- Un om cu ochelari - Un om cu toba, Păsările tinereții noastre de Ion Druță, regia Sorina Mirea, 1980
- Christy, Kathleen de Michael Sayers, regia Călin Florian, 1980
- Alexandru Coscumere, Operațiunea “Sana” de Ioan Chelaru, regia Magda Bordeianu, 1980
- Carol - Ciocârlia de Jean Anouilh, regia Dan Nasta, 1981
- Tocilă - Cum vă place de William Shakespeare, regia Nicoleta Toia, 1982
- Costică - Hoțul de vulturi de Dumitru Radu Popescu, regia Călin Florian - 1982
- Muhsin - Vine inspectorul de Mircea Alexandrescu, regia Saul Taișler, 1982
- Jacques - Jacques fatalistul de Denis Diderot, regia Dan Nasta - 1982
- Timofte - Drumuri și răscruci de Paul Everac, regia Călin Florian, 1982
- Olaru - Puterea și adevărul de Titus Popovici, regia Nicoleta Toia, 1983
- Fantezistul - Față în față cu teatrul după Ion Sava, regia Mirel Ilieșiu, 1983
- Ionescu - Gazetarul, Avocatul, Premieră la Union după I. L. Caragiale, regia Marina Emandi-Tiron - 1983
- Xia Jun - Pentru ce am murit de Xie Min, regia Călin Florian, 1983
- Grigore - Rugăciune pentru un disc-jokey de Dumitru Radu Popescu, regia Dan Stoica, 1984
- Luchian - Povestea Unirii de Tudor Șoimaru, regia Dan Nasta, 1984
- Gheorghiță - Ochiul babei de George Vasilescu, regia George Macovei, 1984
- Șoferul - Mandat de neuitare de Cicerone Sbanțu, regia Nicoleta Toia, 1984
- Varlam - Omul cu mârțoaga de Gheorghe Ciprian, regia Dan Stoica, 1985
- Agentul de poliție - Insula de Mihail Sebastian, regia Dan Stoica, 1985
- Xenios - Arma secretă a lui Arhimede de Dumitru Solomon, regia Dragoș Golgoțiu, 1986
- Șoldan Viteazul, Cânticele comice de Vasile Alecsandri, regia Nicoleta Toia, 1986
- Jurubiță, Visul unei nopți de vară de William Shakespeare, regia Cristina Ioviță, 1986
- Pișlică - ... Escu de Tudor Mușatescu, regia Nicoleta Toia, 1986
- Ianache - Gaițele de Alexandru Kirițescu, regia Nicoleta Toia, 1987
- Laurențiu Ciolac - Cursa de Viena de Rodica Ojog-Brașoveanu, regia Saul Taișler, 1987
- Iaccoppo, Săptămâna patimilor de Paul Anghel, regia Dan Stoica, 1987
- Ricu Cocoșatu, Descoperirea familiei de Ion Brad, regia Nicoleta Toia, 1987
- Kosâh Dmitri Nikitici - Ivanov de A. P. Cehov, regia Ovidiu Lazăr, 1988
- Șeful gării - Steaua fără nume de Mihail Sebastian, regia Nicoleta Toia, 1988
- Luka - Ursul de A. P. Cehov, regia Ion Lascăr, 1988
- Arlechin - Jocul dragostei și-al întâmplării de Marivaux, regia Ovidiu Lazăr, 1989
- Tufaru, Cartea lui Ioviță de Paul Everac, regia Dan Alecsandrescu, 1989
- Comandantul, Poliția de Slawomir Mrozek, regia Cristian Hadji-Culea, 1990
- Chirița - Chirița în balon și Chirița în Iași de Vasile Alecsandri, regia Ovidiu Lazăr, 1990
- La Flèche - Avarul de Molière, regia Dan Alecsandrescu, 1990
- Nicollo - Angajare de clovn de Matei Vișniec, regia Nicolae Scarlat, 1991
- Doctorul Rank - O casă de păpuși de Henrik Ibsen, regia Ovidiu Lazăr, 1991
- Președintele - Nebuna din Chaillot de Jean Giraudoux, regia Irina Popescu Boieru, 1991
- Strepsiade - Norii de Aristofan, regia Ovidiu Lazăr, 1992
- Domenico Soriano, Filomena Marturano de Eduardo de Filippo, regia Eugen Mercus, 1992
- Bătrânul, Paznicul, Socrate de Dumitru Solomon, regia Nicolae Scarlat, 1992
- Ilia Afanasievici Samraev, Pescărușul de A. P. Cehov, regia Irina Popescu Boieru, 1992
- Ecsin, Culoarul cu șoareci de Nicolae Breban, regia Ovidiu Lazăr, 1993
- Lepyrios, Adunarea femeilor de Aristofan, regia Alexandru Dabija, 1993
- Kalabușkin, Sinucigașul de N. Erdman, regia Mircea Marin, 1993
- Regele, Bertoldo la curte de Massimo Dursi, regia Irina Popescu Boieru, 1994
- Felix, Exercițiu pentru soț și soție de Martin Walser, regia Mihai Lungeanu, 1994
- Guros, Viața și pătimirile lui Ovidiu Publius Naso de Paul Miron, regia Ovidiu Lazăr, 1994
- Paznicul, Dresoarea de fantome de Ion Băieșu, regia Irina Popescu Boieru, 1994
- Guvernatorul, Suflete moarte de Bulgakov după Nikolai Vasilievici Gogol, regia Alexandru Dabija, 1994
- Lăcustă Vodă, Sânziana și Pepelea de Vasile Alecsandri, regia Mihai Lungeanu, 1994
- Sempronius, Timon din Atena de William Shakespeare, regia Irina Popescu Boieru, 1995
- Alexandre, Iarba amăgirilor de Jean Variot, regia Teodor Corban, 1995
- Căpitanul, Woyzeck de Georg Büchner, regia Ovidiu Lazăr, 1995
- Incoruptibilul Coupilleau de Fontenay, Robespierre și regele de Dumitru Radu Popescu, regia Ovidiu Lazăr, 1995
- Stamil - Tango de Slawomir Mrozeck, regia Ion Sapdaru, 1996
- Orbul - Jar de munte de Peter Turrini, rega Dan Stoica, 1996
- Jean-Jacques Bouton - Cabala bigoților de Mihail Bulgakov, regia Horea Popescu, 1996
- Șoldan Viteazul - Cânticele comice de Vasile Alecsandri, regia Irina Popescu Boieru, 1996
- Crăcănel - D’ale carnavalului de I. L. Caragiale, regia Sorana Coroamă Stanca, 1997
- Parsifal - Dona Juana de Anca Vizdei, regia Ovidiu Lazăr, 1997
- H. C. Curry - Omul care aduce ploaie de Richard Nash, regia Irina Popescu Boieru, 1997
- Actorul - Azilul de noapte de Maxim Gorki, regia Cristian Hadji-Culea, 1997
- Unchiul Vasa - Doamna ministru de Branislav Nușici, regia Horea Popescu, 1998
- Profesorul - Alarma de Olga Delia Mateescu, regia Silvia Ionescu, 1998
- Jupân Toni - Gâlcevile din Chioggia de Carlo Goldoni, regia Alexandru Dabija, 1999
- Ivan Petrovici - Gândirea de Leonid Andreev, regia Vlad Massaci, 1999
- Tâmplarul Engstrand - Strigoii de Henrik Ibsen, regia Ovidiu Lazăr, 1999
- Grasul - Cine-ajunge sus la fix de Dumitru Solomon, regia Nikolov Perveli Vili, 1999
- Kostas - Cele patru picioare ale mesei de Iacovos Kambanelis, regia Ovidiu Lazăr, 1999
- Moderator - Pelicanul după August Strindberg, regia Dan Vasile, 2000
- Knurov - Fata fără zestre de Aleksandr Nikolaevici Ostrovski, regia Nikolov Perveli Vili, 2000
- Pișcik - Livada de vișini de A. P. Cehov, regia Alexander Hausvater, 2000
- Gaetano - Mizerie și noblețe de Eduardo Scarpetta, regia Irina Popescu Boieru, 2001
- Cioplitorul de cruci - Omul din cerc de Cristina Tamaș, regia Ovidiu Lazăr, 2001
- Sganarel - Căsătorie cu de-a sila după Molière, regia Cezar Ghioca, 2001
- Trahanache - O scrisoare pierdută de I. L. Caragiale, regia Virgil Tănase, 2001
- Anatol Bacinschi - Hai, Vasile, să-l cărăm la crematoriu pe nenorocitul ăsta ! de Cătălin Mihuleac, regia Ovidiu Lazăr, 2002
- Bufonul - A douăsprezecea noapte de William Shakespeare, regia Beatrice Rancea, 2003
- Bruyn - Plăcutele istorii de dragoste și moarte de Honoré de Balzac, regia Virgil Tănase, 2003
- Varlaam - Magul de Paul Miron, regia Ovidiu Lazăr, 2003
- Jacques bunicul - Jacques sau supunerea. Viitorul e în ouă de Eugen Ionesco, regia Moshe Yassur, 2003
- Ștefan cel Mare - Apus de soare după Barbu Ștefănescu Delavrancea, regia Eugen Todoran, 2004
- Luigi D’Alema - Viață furată de Kostas Asimakopoulos, regia Ovidiu Lazăr, 2004
- Recital de versuri, Bolnav de noapte-i bietul arlechin, 2004
- Necunoscutul - Trecutul zilei de mâine de Aurel Andrei, regia Irina Popescu Boieru, 2005
- Her Trumpeter-Strale - Peer Gynt de Henrik Ibsen, regia Cristian Ioan, 2005
- Vizitatorul, Vizitatorul de Eric Emmanuel Schmitt, regia Marius Oltean, 2005
- Dr. Spivey, Zbor deasupra unui cuib de cuci de Dale Wasserman, regia Marius Oltean, 2006
- Chirița - Paraponisitul, Clevetici, Sandu Napoilă, Gură Cască, Barbu Lăutaru, Chirița & Ceilalți de Vasile Alecsandri, regia Ovidiu Lazăr, 2007
- Belvedonski - Baia de Vladimir Maiakovski, regia Ovidiu Lazăr, 2007
- Siward - Macbeth de William Shakespeare, regia Mihai Măniuțiu, 2007
- Diavolul - Iov și salubrizarea de Călin Ciobotari, regia Ovidiu Lazăr, 2008
- Gheorghe Popescu 001 - Gheorghe Popescu de Constantin Popa, regia Ovidiu Lazăr, 2009
- Lumachi - Uriașii munților de Luigi Pirandello, regia Silviu Purcărete, 2009
- Niuhin, Tolkacioc - Oameni de nimic, colaj Cehov, regia, scenografia și spațiul sonor Ovidiu Lazăr, 2009
- Omul care vinde timp - Negustorul de timp de Matei Vișniec, regia Ovidiu Lazăr - 2009
- Odiseu - Aici, la porțile beznei după Hecuba și alte tragedii de Euripide, regia Mihai Măniuțiu, 2010
- Dumnezeu - Dawn-Way (Oameni slabi de înger. Ghid de folosire) de Oleg Bogaev, regia Radu Afrim, 2011
- Pilet - Pană de automobil de Friedrich Durrenmatt, regia Irina Popescu Boieru, 2011
- Pastorul Padover - Focul (451° Fahrenheit) de Ray Bradbury, regia Irina Popescu Boieru - 2012
- Tinerețe fără bătrânețe și teatru fără de moarte - Petru Ciubotaru, 50 de ani de teatru
- Achille - Pălăria florentină de Eugène Labiche, regia Silviu Purcărete, 2013
- Domnul Loyal - Tartuffe de Molière, regia Vlad Massaci, 2014
- Zaharia Trahanache - O scrisoare pierdută de I.L. Caragiale, regia Mircea Cornișteanu, 2015
- Un client - Cafeneaua de Carlo Goldoni, regia - Silviu Purcărete, 2016
- Mașina se oprește (Mașina Apocalipsei), regia Tilman Hecker, 2017
- Spectacol dedicat împlinirii a 100 de ani de la primul concert dirijat de George Enescu la Iași -2017
- Trădări. Hamlet, regia Ovidiu Lazăr, 2018
- Nu credeam să-nvăț a muri vreodată, spectacol dedicat Zilei Culturii Naționale, 2018
- Nu credeam să-nvăț a muri vreodată, spectacol dedicat Zilei Culturii Naționale, 2019
- Publius - Titus Andronicus de William Shakespeare, regia Charles Muller, 2019

## Filmografie
- Glissando (1984)
- Bacalaureat (2016)